# Microchaetes setosus
Microchaetes setosus is een keversoort uit de familie pilkevers (Byrrhidae). De wetenschappelijke naam van de soort is voor het eerst geldig gepubliceerd in 1920 door Lea.